# Manuel Blasco Marqués
Pour les articles homonymes, voir Blasco.
Manuel Blasco Marqués, né le 9 février 1960 à Teruel, est un homme politique espagnol membre du Parti populaire (PP).
Il est maire de la capitale turolense à deux reprises : d'abord de 1999 à 2003 puis de 2010 jusqu'à sa démission en janvier 2016. Il est élu par trois fois sénateur de la circonscription de Teruel. Il fait son entrée comme député au Congrès le 8 janvier 2016.

## Biographie

### Vie privée
Manuel Blasco nait le 9 février 1960 dans la ville de Teruel en Aragon. Il est marié et père de deux enfants.

### Formation et carrière professionnelle
Il est titulaire d'une licence en droit mais il fait ses débuts professionnels en 1982 au sein de l'entreprise familiale basée à Teruel. De 1990 à 1999, il dirige différentes entreprises spécialisées dans le bétonnage et la fabrique de briques.

### Jeune maire de Teruel
Il s'inscrit à l'Alliance populaire (AP) en 1982. Lors des élections municipales de 1987, il est élu conseiller municipal et siège dans l'opposition au maire socialiste Javier Velasco Rodríguez.
Réélu lors des élections municipales de 1991 et 1995, il est nommé premier adjoint par le maire populaire Luis Fernández Uriel. Pour les élections suivantes, en 1999, il est choisi par le président du Parti populaire d'Aragon, Santiago Lanzuela et par Ricardo Doñate pour mener les listes du PP dans la capitale de la province de Teruel à la suite de l'éviction de Fernández Uriel. Au soir du scrutin, la liste qu'il conduit arrive en tête en remportant 39,25 % des voix et neuf mandats sur les vingt-et-un en jeu. Il est investi maire de Teruel par majorité simple le 4 juillet 1999 à l'âge de 39 ans.
Pour ce premier mandat, il met en place le plan URBAN qui vise à embellir le centre historique de la ville, paver les rues piétonnes et créer des trottoirs ainsi que le plan d'urbanisation des terrains périphériques non-bâtis financés par les institutions européennes, la députation générale d'Aragon et la municipalité.
Il est élu président du Parti populaire de Teruel en octobre 2000 lors du huitième congrès provincial du parti.
Lors des élections de 2003, la liste qu'il mène arrive de nouveau en tête en nombre de voix et augmente son soutien de 400 suffrages. Cependant, cette amélioration ne se traduit pas en nombre de sièges puisque PP et PSOE obtiennent chacun huit mandats. Blasco pour le PP et sa concurrente Lucía Gómez García pour le PSOE présentent leur candidature lors de la session d'investiture du nouveau maire. C'est finalement cette dernière qui est élue par la corporation municipale après un accord entre les socialistes et le parti aragonais ; le PP étant renvoyé dans l'opposition.

### Trois mandats de sénateur
Lors des élections générales du 14 mars 2004, il opte à un siège se sénateur pour la circonscription de Teruel. Il est investi en première position sur les listes du PP. Au soir du scrutin, sa candidature remporte 34 144 voix soit le deuxième meilleur score et est donc élu sénateur. Il est porte-parole de son groupe à la commission générale des communautés autonomes et siège à la commission de l'Économie et des Finances, à celle des Entités locales puis à la commission de l'Équipement et du Logement. Il est en outre membre de la députation permanente.
Il est une nouvelle fois investi tête de liste sénatoriale du PP en vue des élections générales du 9 mars 2008. Son nom remporte 32 199 voix et le quatrième meilleur score ; ce qui lui assure un nouveau mandat à la chambre haute des Cortes Generales. Il conserve ses fonctions de porte-parole à la commission générale des communautés autonomes et siège à la commission de l'Équipement ainsi qu'à la commission mixte chargée des relations avec le Tribunal des Comptes. De plus, il participe au groupe d'amitié des Cortes avec le Congrès national chilien.
Il abandonne la présidence de la fédération provinciale du PP en décembre 2008.
Il est une dernière fois investi en première position dans la circonscription de Teruel pour les élections générales de 2011. Sa candidature recueille 37 811 voix et le meilleur score provincial. Pour son dernier mandat sénatorial, il est une nouvelle fois porte-parole à la commission générale des communautés autonomes et membre des commissions des Réclamations et des Affaires latino-américaines ainsi que de la députation permanente.

### Retour sur le plan local
Après les municipales de 2007, un pacte entre les socialistes et le PAR de Miguel Ferrer Górriz donne aux régionalistes les clés de la mairie au détriment des populaires qui gagnent une nouvelle fois les élections. Lors de la session d'investiture, Blasco qualifie le nouveau maire d'« ocupa ». Cependant, Ferrer démissionne en novembre 2010 en invoquant la manque de soutien de son parti. Lors de la session d'investiture consécutive à la démission, Blasco retrouve, sept ans plus tard, le bâton de maire de la ville de Teruel et gouverne en minorité jusqu'aux élections municipales de 2011.
Lors du scrutin, la liste de Blasco remporte douze sièges sur les vingt-et-un qui composent le conseil municipal de Teruel ; c'est la première fois de l'histoire démocratique que la capitale provinciale voit une liste remporter une majorité absolue de sièges. Ce second mandat de maire voit la dette de la ville diminuer de 56 % : de 60,1 millions d'euros de dettes en 2010, la ville doit plus que 26,3 millions en août 2015. En cours de mandat, la ville souffre de divers obstacles dressés par le gouvernement régional de Luisa Fernanda Rudi comme la fermeture de la résidence Turia et d'une résidence étudiante, les retards dans la construction d'un nouvel hôpital ainsi que la décision de la présidente régionale d'autoriser l'ouverture d'un diplôme de magistère à l'université San Jorge de Saragosse au détriment de Teruel.
Il est une fois de plus candidat aux municipales de 2015. Il gagne les élections tout en perdant sa majorité absolue. Il est réinvesti maire une dernière fois en bénéficiant de l'abstention de Ciudadanos et gouverne en minorité avec des accords ponctuels avec d'autres groupes politiques municipaux.

### Passage au Congrès
Il occupe la première place sur la liste au Congrès des députés en vue des élections générales du 20 décembre 2015 dans la circonscription de Teruel. La liste qu'il conduit obtient 36,4 % des voix et deux des trois sièges à pourvoir. Manuel Blasco intègre donc logiquement la chambre basse des Cortes avec José Alberto Herrero Bono. Pour la XIe législature, il est deuxième vice-président de la commission de l'Économie et de la Compétitivité et membre des commissions de l'Éducaton et du Sport, de celle de l'Industrie, de l'Énergie et du Tourisme et de la commission mixte pour les relations avec le Tribunal des Comptes.
Conformément à une règle orale interne au PP, il renonce le 13 janvier 2016 à ses fonctions de maire de Teruel. Le 10 février suivant, Emma Buj lui succède à l'hôtel de ville. 
Après la dissolution anticipée de la législature, il se présente une nouvelle fois au suffrage. Sa liste recueille 41,26 % des votes et deux sièges. Pour ce deuxième mandat, il conserve sa vice-présidence de commission et intègre la commission de l'Équipement et la commission de la Coopération internationale pour le développement.